# توم موراي (ممثل)
توم موري (بالإنجليزية: Tom Murray)‏ هو ممثل أمريكي، ولد في 8 سبتمبر 1874 في الولايات المتحدة، وتوفي في 27 أغسطس 1935 بهوليوود في الولايات المتحدة بسبب نوبة قلبية.

## أعمال

### أفلام
- (1923) الحاج
- (1925) حمى الذهب

## وصلات خارجية
- توم موري على موقع IMDb (الإنجليزية)
- توم موري على موقع أول موفي (الإنجليزية)
- توم موري على موقع قاعدة بيانات الأفلام السويدية (السويدية)
- توم موري على موقع قاعدة بيانات الفيلم (الإنجليزية)
- توم موري على موقع كينوبويسك (الروسية)